# Liste von Kirchen in Andorra
Dies ist eine Liste von Kirchen in Andorra:
- Església de Sant Pere d’Aixirivall
- Església de Sant Ermengol de Aldosa
- Església de Santa Coloma d’Andorra
- Església de Sant Cristòfol d’Anyós
- Església de Sant Andreu d’Arinsal
- Església de Sant Esteve de Bixessarri
- Església de Sant Romà de les Bons
- Església de la Santa Creu de Canillo
- Església de Sant Serni de Canillo
- Sant Joan de Caselles
- Església de Sant Martí de la Cortinada
- Santa Eulàlia d’Encamp
- Sant Miquel d’Engolasters
- Església de Sant Pere Màrtir, Escaldes-Engordany
- Església de Sant Iscle i Santa Victòria (Andorra)
- Església de Sant Julià i Sant Germà
- Església de Sant Miquel de Fontaneda
- Església de Sant Serni de Llorts
- Santuari de Meritxell
- Església de Sant Miquel de la Mosquera
- Església de Sant Serni de Nagol
- Església de Sant Martí de Nagol
- Església de Santa Bàrbara d'Ordino
- Església de Sant Corneli i Sant Cebrià d’Ordino
- Església de Sant Climent de Pal
- Església de Sant Miquel de Prats
- Sant Jaume de Ransol
- Església de Sant Pere del Serrat
- Sant Joan de Sispony
- Església de Sant Bartomeu de Soldeu
- Església de Sant Pere del Tarter
- Església de Sant Romà dels Vilars